# Danny Bakker
Danny Bakker, né le 16 janvier 1995 à Voorburg aux Pays-Bas, est un footballeur néerlandais qui joue au poste de défenseur ou de milieu de terrain au SC Telstar.

## Statistiques
| Club         | Saison      | Championnat | Championnat | Coupe  | Coupe | Continental | Continental | Total  | Total |
| Club         | Saison      | Matchs      | Buts        | Matchs | Buts  | Matchs      | Buts        | Matchs | Buts  |
| ------------ | ----------- | ----------- | ----------- | ------ | ----- | ----------- | ----------- | ------ | ----- |
| ADO Den Haag | 2012-2013   | 1           | 0           | —      | —     | —           | —           | 1      | 0     |
| ADO Den Haag | 2013-2014   | 23          | 3           | 1      | 0     | —           | —           | 24     | 3     |
| ADO Den Haag | 2014-2015   | 10          | 0           | 1      | 0     | —           | —           | 11     | 0     |
| ADO Den Haag | Total       | 34          | 3           | 2      | 0     | —           | —           | 36     | 3     |
| Bilan total  | Bilan total | 34          | 3           | 2      | 0     | —           | —           | 36     | 3     |